# Teodora Ungureanu
Teodora Ungureanu, po mężu Cepoi (ur. 13 listopada 1960 w Reșicie) – rumuńska gimnastyczka, wielokrotna medalistka olimpijska.

## Kariera sportowa
Zdobyła trzy medale na igrzyskach olimpijskich w 1976 w Montrealu srebrne w wieloboju drużynowym i w ćwiczeniach na poręczach (za swą koleżanką z reprezentacji Rumunii Nadią Comăneci, a przed Mártą Egervári z Węgier) oraz brązowy w ćwiczeniach na równoważni (za Comăneci i Olgą Korbut ze Związku Radzieckiego), a także zajęła 4. miejsce w wieloboju indywidualnym oraz 10. miejsca w skoku przez konia i ćwiczeniach wolnych. Zajęła 4. miejsce w wieloboju na mistrzostwach Europy w 1977 w Pradze, a także 7. miejsce w ćwiczeniach na poręczach i 8. miejsce w skoku.
Na  mistrzostwach świata w 1978 w Strasburgu zdobyła srebrny medal w wieloboju drużynowym. Zdobyła złote medale w wieloboju indywidualnie, ćwiczeniach na poręczach (ex aequo z Mariją Fiłatową z ZSRR) i równoważni, srebrne medale w wieloboju drużynowym i ćwiczeniach wolnych oraz brązowy medal w skoku na uniwersjadzie w 1979 w Meksyku.
Była mistrzynią Rumunii w wieloboju w 1979 oraz wicemistrzynią w 1975, 1976 i 1978.
Zakończyła karierę w 1979.

## Późniejsza działalność
Wyszła za mąż za gimnastyka Sorina Cepoi, olimpijczyka z 1976 i 1980. Występowali w objazdowym cyrku Troup Cornea, a następnie trenowali gimnastyków we Francji, a od 1993 w Stanach Zjednoczonych.
W 2000 otrzymała Krzyż Wiernej Służby I klasy, a w 2001 została uhonorowana miejscem w International Gymnastics Hall of Fame.